# Casa de Campo

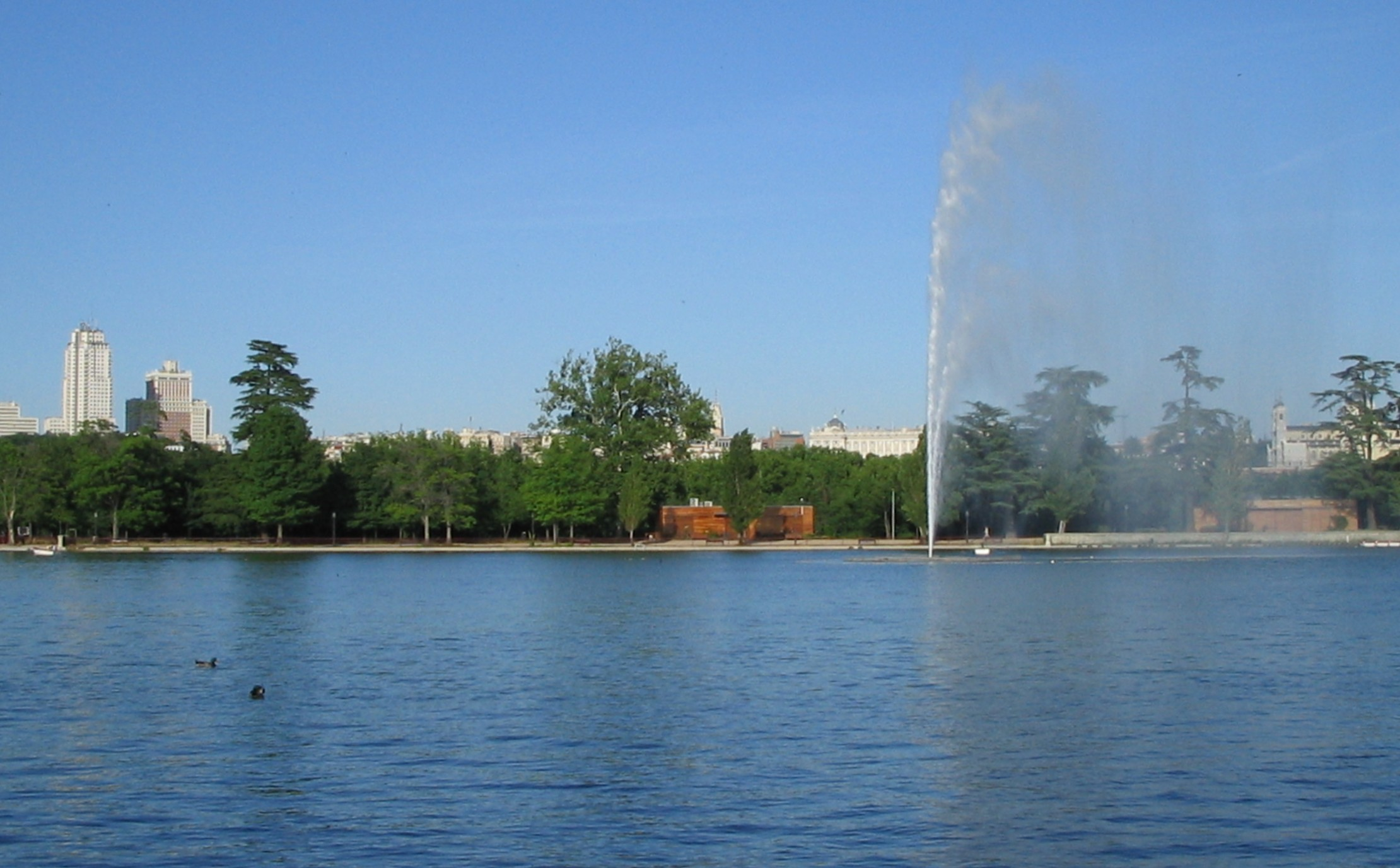
Jezioro

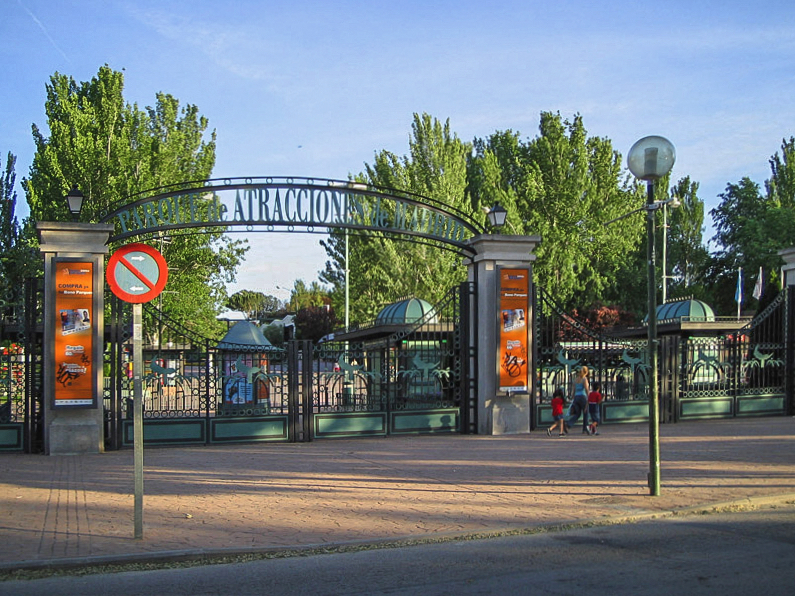
Brama wejściowa do parku rozrywki

Casa de Campo – największy miejski park położony na zachód od ścisłego centrum Madrytu w centralnej Hiszpanii. Zajmuje powierzchnię 1700 hektarów. W przeszłości obszary te były królewskimi terenami łowieckimi. Znajdują się w nim:
- Parque de Atracciones de Madrid, czyli ogromny park rozrywki z przeróżnymi atrakcjami takimi jak: kolejka górska, karuzele, kolejka linowa oraz różne mniejsze obiekty
- Zoo Aquarium de Madrid – ogród zoologiczny

Na terenie Casa de Campo znajduje się także duże sztuczne jezioro, gdzie do dyspozycji są łódki. Jest to miejsce przeznaczone głównie do wypoczynku czynnego, obfituje w różnorodne punkty widokowe, z których widać Madryt. Na terenie parku rośnie wiele gatunków drzew. Obszar porośnięty jest głównie lasem sosnowym. Wyznaczone są miejsca przeznaczone na piknik, wzdłuż alejek spacerowych znajdują się ławki i stoliki, restauracje oraz place zabaw dla dzieci. Większość terenu stanowią obszary pagórkowate.